# Janier Acevedo
Janier Alexis Acevedo Calle (Medellín, 6 december 1985) is een Colombiaans wielrenner die anno 2018 rijdt voor UnitedHealthcare Professional Cycling Team.
Zijn grootste overwinning was de tweede etappe in de Ronde van Californië in 2013, waarna hij drie dagen de leiding had in het algemeen klassement. Hij zou uiteindelijk als derde eindigen.

## Palmares

### Overwinningen
2009
8e en 10e etappe Ronde van Costa Rica
Eindklassement Ronde van Costa Rica
2010
1e etappe Ronde van Colombia
6e etappe Ronde van Guatemala
2011
3e etappe Ronde van Colombia
4e etappe Ronde van Utah
2013
3e etappe Ronde van de Gila
2e etappe Ronde van Californië
4e etappe USA Pro Cycling Challenge
Eindklassement San Dimas Stage Race
2016
1e etappe Joe Martin Stage Race
Eindklassement San Dimas Stage Race

### Resultaten in voornaamste wedstrijden
| Jaar | Ronde van Italië | Ronde van Frankrijk | Ronde van Spanje |
| ---- | ---------------- | ------------------- | ---------------- |
| 2013 |                  |                     |                  |
| 2014 |                  | opgave              |                  |
| 2015 | 120e             |                     |                  |

| Jaar | Ronde van Lombardije |  | WK op de weg |
| ---- | -------------------- |  | ------------ |
| 2013 |                      |  | opgave       |
| 2014 | opgave               |  | opgave       |
| 2015 |                      |  |              |

## Ploegen
- 2011 –  Gobernación de Antioquia-Indeportes Antioquia
- 2012 –  Gobernación de Antioquia-Indeportes Antioquia
- 2013 –  Jamis-Hagens Berman
- 2014 –  Garmin Sharp
- 2015 –  Team Cannondale-Garmin
- 2016 –  Team Jamis
- 2017 –  UnitedHealthcare Professional Cycling Team
- 2018 –  UnitedHealthcare Professional Cycling Team

Acevedo · van Baarle · Bauer · Brown · Cardoso · Danielson · Dekker · Dennis · Fairly · Farrar · Fernández · Gaimon · Haas · Hansen · Hesjedal · Howes · King · Kreder · Langeveld · Martin · Millar · Morton · Navardauskas · Nuyens · Slagter · Talansky · Vansummeren · Von Hoff · Wegmann · Girdlestone (stagiair) · Mannion (stagiair)
Acevedo · van Baarle · Bauer · Bettiol · Brown · Cardoso · Danielson · Dombrowski · Formolo · Haas · Hesjedal · Howes · T.King · B.King · Koren · Langeveld · Marangoni · Martin · Mohorič · Moser · Navardauskas · Norman Hansen · Skjerping · Slagter · Talansky · Villella · Zepuntke · Bovenhuis (stagiair) · Mullen (stagiair)
Acevedo · Alzate · Cataford · Clarke · Eaton · Haedo · Hegyvary · Henderson · Jaramillo · Jones · Keough · Mannion · McCabe · Norris · Putt · Summerhill
Acevedo · Alzate · Cataford · Clarke · Eaton · Haedo · Hegyvary · Jaramillo · Keough · Mannion · Marcotte · McCabe · Norris · Putt · Țvetcov · Velázquez